# Salladasburg, Pennsylvania
Salladasburg, Pennsylvania (енгл. Salladasburg) град је у америчкој савезној држави Пенсилванија.

## Демографија
По попису из 2010. године број становника је 238, што је 22 (-8,5%) становника мање него 2000. године.
| Група             | 2000.       | 2010.       |
| Белци             | 258 (99,2%) | 229 (96,2%) |
| Афроамериканци    | 0 (0,0%)    | 5 (2,1%)    |
| Азијати           | 0 (0,0%)    | 2 (0,8%)    |
| Хиспаноамериканци | 0 (0,0%)    | 1 (0,4%)    |
| Укупно            | 260         | 238         |